# Supremația dreptului

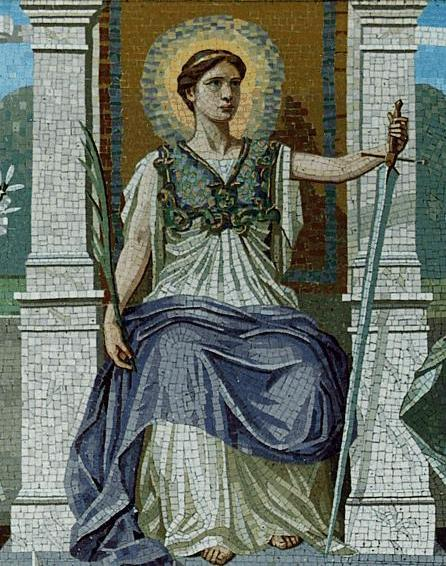
Mozaic reprezentând aspectele juridice și legislative ale dreptului. Femeia de pe tron se află între o sabie, pentru a pedepsi vinovatul, și o ramură de palmier, pentru a recompensa meritoria. Gloria înconjoară capul, iar aegis-ul Minervei semnifică armura neprihănirii și a înțelepciunii.

Supremația dreptului este „autoritatea și influența dreptului în societate, mai ales atunci când este privit ca o constrângere a comportamentului individual și instituțional (deci) principiul conform căruia toți membrii unei societăți (inclusiv cei din guvern) sunt considerați egali va face referire la orice lege în schimbul celui mai mic, în societate supus codurilor și proceselor juridice dezvăluite public”. Expresia „Supremația dreptului” se referă la o situație politică, nu la o normă juridică specifică. Folosirea acestei fraze poate fi găsită în Marea Britanie din secolul al XVI-lea, iar în următorul secol teologul scoțian Samuel Rutherford a folosit-o în lupta împotriva dreptului divin al regilor. John Locke a scris că libertatea în societate înseamnă a fi supusă numai legilor făcute de o legislatură care se aplică tuturor, o persoană fiind altfel liberă atât de restricțiile guvernamentale, cât și de cele privative asupra libertății. „Supremația legii” a fost popularizată în secolul al XIX-lea de către juristul britanic A. V. Dicey. Cu toate acestea, principiul, dacă nu sintagma însăși, a fost recunoscută de gânditori străini; de exemplu, Aristotel a scris: „Este mai corect ca legea să guverneze decât oricare dintre cetățeni”.
Supremația dreptului implică faptul că fiecare persoană este supusă legii, inclusiv persoanele care sunt parlamentari, organe de drept și judecători. În acest sens, el stă în contrast cu o autocrație, o dictatură sau o oligarhie în care conducătorii se află deasupra legii. Lipsa supremației dreptului se găsește atât în democrații, cât și în dictaturi, de exemplu din cauza neglijenței sau a ignorării legii, iar supremația dreptului este mai apt să se destrame dacă un guvern dispune de mecanisme corective insuficiente pentru restabilirea acestuia.

## Istorie
Popularizarea expresiei "Supremația dreptului" în timpurile moderne este dat de Albert Venn Dicey.  Dezvoltarea conceptului juridic a fost trasat prin istoria multor civilizații antice, inclusiv Grecia Antică, China, Mesopotamia, India și Roma.

### Antichitate
În Occident, vechii greci au considerat inițial cea mai bună formă de guvernare ca regulă de către cei mai buni oameni. Platon a susținut o monarhie binevoitoare condusă de un rege filozofic idealizat, care era mai presus de lege. Totuși, Platon a sperat că cei mai buni oameni ar fi buni în respectarea legilor stabilite, explicând că "În cazul în care legea este supusă unei alte autorități și nu are nici una din cele proprii, prăbușirea statului, în opinia mea, nu este departe; dacă legea este stăpânul guvernului și guvernul este sclavul său, atunci situația este plină de promisiune și oamenii se bucură de toate binecuvântările pe care zeii le fac pe un stat". Mai mult decât a încercat să facă Platon, Aristotel se opunea în mod categoric să lase pe cei mai înalți oficiali să-și exercite puterea dincolo de păzirea și servirea legilor.

### Evul Mediu
În jurisprudența islamică, statul de drept a fost formulat în secolul al VII-lea d.C. Nici un oficial nu putea pretinde că este mai presus de lege, nici măcar califatul.
Alfred cel Mare, rege anglo-saxon al secolului al IX-lea, a reformat legea domeniului lui și a adunat un cod al legii (Doom Book), bazat pe poruncile biblice. El susținea că aceeași lege trebuia aplicată tuturor persoanelor, fie bogate sau sărace, fie prietenilor sau dușmanilor. Acesta s-a inspirat din Cartea Leviticului (XIX:15): „Să nu faceți nici o nelegiuire în judecată. Să nu-i ierți pe cei nenorociți și să nu cedezi celor bogați. În neprihănire, trebuie să-l judeci pe omul tău.”
În 1215, arhiepiscopul Stephen Langton a adunat baronii Angliei și l-a forțat pe regele Ioan al Angliei și pe viitorii suverani și magistrați să se întoarcă sub statul de drept, păstrând libertățile străvechi de Magna Charta Libertatum, în schimbul impozitelor exigente.
În 1481, în timpul domniei lui Ferdinand al II-lea de Aragon, Constitució de l'Observança a fost aprobată de Tribunalul Cataloniei, stabilind supunerea puterii regale (inclusiv ofițerii săi) la legile Principatului Cataloniei. 

### Perioada modernă
Prima utilizare cunoscută a noțiunii de supremație a dreptului  a fost înregistrată în jurul anului 1500.  Un alt exemplu  al expresiei supremația dreptului se găsește într-o petiție către Iacob I al Angliei din 1610, din Camera Comunelor:
„Printre multe alte puncte de fericire și libertate pe care le-au bucurat subiecții voștri ai împărăției voastre de sub domnitorii voștri regali, regii și reginele acestui regat, nu există niciunul pe care ei l-au considerat mai scump și prețios decât acesta, pentru a fi ghidat și guvernat de o anumită supremație a dreptului....”

## Organizații
Mai multe organizații sunt implicate în promovarea supremației dreptului.

### Consiliul Europei
Statutul Consiliului Europei caracterizează supremația dreptului ca fiind unul dintre principiile fundamentale care a stat la înființarea organizației. Paragraful 3 din preambulul Statutului Consiliului Europei prevede: „Reafirmând devotamentul față de valorile spirituale și morale care sunt patrimoniul comun al popoarelor  și adevărata sursă a libertății individuale, a libertății politice și a supremației dreptului, principii care stau la baza întregii democrații autentice.” Statutul stabilește respectarea principiilor supremației dreptului ca o condiție pentru ca statele europene să fie membre cu drepturi depline ale organizației.

### Comisia Internațională a Juriștilor
În 1959, la New Delhi, a avut loc un eveniment al  Comisiei Internaționale a Juriștilor, în cadrul căruia au fost făcute declarații cu privire la principiul fundamental al supremației dreptului. La întrunire au participat  peste 185 de judecători, avocați și profesori de drept din 53 de țări. Mai târziu evenimentul a fost cunoscut sub numele de Declarația de la Delhi. Declarația a inclus drepturi și libertăți,  justiție independentă și condiții sociale, economice și culturale  pentru demnitatea umană.  Tot în cadrul evenimentului s-a discutat despre impunerea contolului judiciar asupra puterii legislative.